# Plaumanniella novateutoniae
Plaumanniella novateutoniae är en skalbaggsart som beskrevs av Fisher 1938. Plaumanniella novateutoniae ingår i släktet Plaumanniella och familjen långhorningar. Inga underarter finns listade i Catalogue of Life.